# Sultane
Sultane es un cultivar de higuera del tipo higo común Ficus carica bífera (con dos cosechas por temporada de brevas e higos de otoño), de higos color violeta oscuro. Muy cultivado en la Provenza desde la antigüedad, como una variedad resistente al frío se ha extendido su cultivo generalizadamente en huertos y jardines de toda Francia,
'Sultane' es una variedad de higo cultivada en Provenza, junto a la más cultivada 'Bourjassotte Noire', para la producción del « 'Figue de Solliès » que se beneficia de una appellation d'origine contrôlée (AOC) desde 2006.

## Sinonimia
- „Sultana“,[5]
- „Grosse de Juillet“,
- „Dark Sultane“,
- „Noir de Juillet“,
- „Bellone bifère“,[6]

## Historia
Esta variedad fue descrita por Condit 'Sultane' (syn. 'Grosse de Juillet'). También fue descrita anteriormente por Duchartre (1857), Du Breuil (1876), Mazières (1920), Bois (1928) y Simonet et al. (1945); el último con ilustración de los dos primeros - y los higos de segunda cosecha Simonet y Chopinet (1947) describieron e ilustraron esta variedad como 'Noire de Juillet'.

## Características

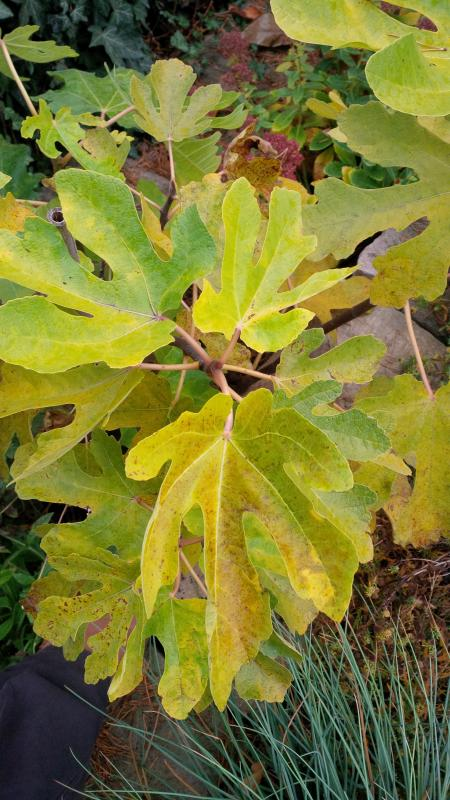
Hojas en otoño de la higuera 'Sultane'.

Las higueras Sultane son del tipo higo común Ficus carica bífera, son árboles de crecimiento rápido tienen una forma vertical agradable con una mínima cantidad de retoños. Árbol con un desarrollo importante, de 5 a 7 metros de diámetro por 3 a 5 metros de altura dependiendo del tamaño de las podas.
Las brevas son muy tempranas, muy negras, alargadas de unos 60 gramos, de medianas a grande, sombreado en azul oscuro para teñir el tallo. El higo de otoño es más redondo tienen forma redondeada oblata, más azulado, un poco más pequeño, de 40 a 45 gramos, como 'Celeste' y 'Brown Turkey' en tamaño, madurando al final de la temporada. El receptáculo de color blanco, la pulpa es carnosa, color rojo intenso de confitura de fresa. Muy dulce, que recuerda a 'Hardy Chicago' y 'Celeste' y un sabor delicioso, casi de nuez. Los higos se cosechan del 15 de agosto al 15 de noviembre, han demostrado ser excelentes para el secado, incluso el secado en el árbol durante los meses de otoño seco.

## «Figue de Solliès»appellation d'origine contrôlée(AOC)
La higuera de Solliès es un cultivar de higo que se encuentra en la cuenca de Solliès al noreste de Toulon (Var). Representa el 75% de la producción francesa de higos.
La variedad ha sido reconocida como appellation d'origine contrôlée por decreto del 28 de junio de 2006 (Journal officiel de 30 de junio de 2006) bajo la denominación « Figue de Solliès ». A partir de la publicación de este decreto, solo los higos reconocidos pueden hacer referencia a la indicación geográfica Solliès.
Desde diciembre de 2011, a nivel europeo, la apelación « Figue de Solliès » es reconocido como una appellation d'origine protégée y desde el 1 de enero de 2012, los productos etiquetados "Figues de Solliès" deben llevar la denominación de origen protegida (DOP).
Es un higo fresco, de la variedad « Bourjassotte noire », producido exclusivamente en el territorio de las siguientes comunas del departamento de Var:
- Belgentier, Carqueiranne, Cuers, La Crau, La Farlède, La Garde, Hyères, La Londe-les-Maures, Le Pradet, Solliès-Pont, Solliès-Toucas, Solliès-Ville;
- Comunas conservadas en parte: Pierrefeu, Puget-Ville.

## Cofradía de los higos de Solliès
La "Cofradía de los higos de Solliès" « “Confrérie de la figue de Solliès” » es un sindicato de defensa de la denominación de origen « “Figue de Solliès” ».
Se celebra una fiesta del higo de Solliès, todos los años a finales de agosto en Solliès-Pont.